# János Damjanich
János Damjanich, född 8 december 1804, död 6 oktober 1849, var en ungersk militär och frihetshjälte.
Damjanich var av serbisk börd men deltog som en av det ungerska frihetskrigets främste generaler. Efter kapitulationen vid Világos utlämnades han av ryssarna till Österrike och avrättades.